# تشولوما
تشولوما (بالإسبانية: Choloma )‏ هي بلدية في هندوراس، تقع في إدارة كورتيس، بلغ عدد سكانها 222,828 نسمة، تبلغ مساحتها 471.1 كيلومتر مربع.